# 中村将之
中村 将之（なかむら まさゆき、1986年10月9日 - ）は、日本中央競馬（JRA）・栗東トレーニングセンター所属の騎手。
騎手免許は平地競走、障害競走の両方を所持しているが、近年は障害競走の騎乗が中心となっている。

## 来歴
2002年4月、第21期生としてJRA競馬学校騎手課程に入学。2005年、競馬学校騎手課程を卒業しJRAの騎手免許を取得し、谷潔厩舎でデビュー。同期に大野拓弥、鮫島良太がいる。
初騎乗は3月5日、阪神第5競走でメディアブリッツに騎乗し、4着。5月22日新潟第9競走のブレッザで初勝利を挙げる。同年12月11日に障害競走にも騎乗し、障害初騎乗で3着に入ると、翌年3月4日阪神第4競走でウインタクティクスに騎乗し、障害初勝利を挙げた。
2007年にはサヨウナラでヴィクトリアマイルに出走しGIレースに初騎乗。
2010年、東京ハイジャンプをイコールパートナーで制し重賞初勝利。
2012年7月9日にJRA通算100勝を達成。
2013年には4月から2か月半フランスに遠征をする。
2017年11月12日より栗東・松下武士厩舎所属となるが、2020年12月1日から再びフリーになる。
2025年1月1日付けで栗東・浜田多実雄厩舎所属となる。

## 主な騎乗馬
- イコールパートナー（2010年東京ハイジャンプ）
- シゲルジュウヤク（2012年新潟ジャンプステークス、2013年阪神スプリングジャンプ）
- オースミムーン（2014年京都ジャンプステークス）
- スマートアペックス（2021年東京ジャンプステークス）

## 成績
|      |            | 日付           | 競馬場・開催  | 競走名                 | 馬名               | 頭数 | 人気 | 着順 |
| ---- | ---------- | -------------- | ------------- | ---------------------- | ------------------ | ---- | ---- | ---- |
| 平地 | 初騎乗     | 2005年3月5日   | 1回阪神3日5R  | 3歳新馬                | メディアブリッツ   | 15頭 | 12   | 4着  |
| 平地 | 初勝利     | 2005年5月22日  | 1回新潟8日9R  | 4歳以上500万下         | ブレッザ           | 15頭 | 6    | 1着  |
| 平地 | 重賞初騎乗 | 2006年6月18日  | 4回京都2日11R | マーメイドステークス   | シールビーバック   | 14頭 | 14   | 5着  |
| 平地 | GI初騎乗   | 2007年5月13日  | 2回東京8日8Ｒ | ヴィクトリアマイル     | サヨウナラ         | 18頭 | 18   | 17着 |
| 障害 | 初騎乗     | 2005年12月11日 | 5回阪神4日4R  | 障害3歳上未勝利        | ジョッシュ         | 14頭 | 10   | 3着  |
| 障害 | 初勝利     | 2006年3月4日   | 1回阪神3日４R | 障害4歳上未勝利        | ウインタクティクス | 14頭 | 4    | 1着  |
| 障害 | 重賞初騎乗 | 2006年9月18日  | 3回中京6日9R  | 阪神ジャンプステークス | ラージヒルジャンプ | 13頭 | 4    | 3着  |
| 障害 | 重賞初勝利 | 2010年10月16日 | 4回東京3日9R  | 東京ハイジャンプ       | イコールパートナー | 14頭 | 12   | 1着  |
| 障害 | JGI初騎乗  | 2012年12月22日 | 5回中山7日10R | 中山大障害             | トウシンボルト     | 15頭 | 8    | 6着  |